# 오치군 (에히메현)
오치군(일본어: 越智郡, おちぐん)은 일본 에히메현(이요국)의 군이다.
인구 5,912명, 면적 30.38km², 인구밀도 195명/km².(2025년 3월 1일, 추계인구)
이하 1정으로 구성된다.
- 가미지마정(上島町)

## 역사
- 2004년 10월 1일 - 유게 정, 이키나 촌, 이와기 촌, 우오시마 촌이 합병해 가미지마 정이 되었다.
- 2005년 1월 16일 - 기쿠마 정, 오니시 정, 나미카타 정, 다마가와 정, 아사쿠라 촌, 요시우미 정, 미야쿠보 정, 하카타 정, 오미시마 정, 가미우라 정, 세키젠 촌이 이마바리 시와 합병해 이마바리시가 성립, 군에서 이탈하였다.

틀:이요국의 군